# Erzbistum Omaha
Das in den Vereinigten Staaten gelegene Erzbistum Omaha (lat.: Archidioecesis Omahensis) ist eine Diözese der römisch-katholischen Kirche mit Sitz in Omaha, Nebraska.

## Geschichte
Das Erzbistum Omaha findet seine Anfänge im Apostolischen Vikariat Indian Territory East of the Rocky Mountains, von welchem es am 6. Januar 1857 als Apostolische Präfektur Nebraska herausgelöst wurde. Nachdem es bereits 1833 Idaho verloren hatte, wurde es am 2. Oktober 1885 zum Bistum erhoben und als Suffragandiözese dem Erzbistum Dubuque unterstellt. Zwei Jahre später, 1887, wurden die Diözesen Cayenne und Lincoln aus ihm herausgelöst und 1912 auch das Bistum Kearney. Am 4. August 1945 wurde Omaha zum Erzbistum mit Metropolitansitz erhoben.

## Territorium
Das Bistumsgebiet umfasst Boyd County, Holt County, Merrick County, Nance County, Boone County, Antelope County, Knox County, Pierce County, Madison County, Platte County, Colfax County, Stanton County, Wayne County, Cedar County, Dixon County, Dakota County, Thurston County, Cuming County, Dodge County, Burt County, Washington County, Douglas County und Sarpy County.

## Bischöfe von Omaha
- James Michael Myles O’Gorman OCSO (1859–1874)
- John Ireland (1875–1875)
- James O’Connor (1876–1890)
- Richard Scannell (1891–1916)
- Jeremiah James Harty (1916–1927)
- Joseph Francis Rummel (1928–1935)
- James Hugh Ryan (1935–1945)

## Erzbischöfe von Omaha
- James Hugh Ryan (1945–1947)
- Gerald Thomas Bergan (1948–1969)
- Daniel Eugene Sheehan (1969–1993)
- Elden Francis Curtiss (1993–2009)
- George Joseph Lucas (2009–2025)
- Michael McGovern (seit 2025)